# Suflete împietrite (film din 1951)
Suflete împietrite (titlul original: în engleză The Browning Version)  este un film dramatic englez, realizat în 1951 de regizorul Anthony Asquith, după piesa omonimă din anul 1948 a scriitorului Terence Rattigan, protagoniști fiind actorii Michael Redgrave, Jean Kent, Nigel Patrick, Ronald Howard. 

## Conținut
Andrew Crocker-Harris este un profesor de clasicism într-o școală publică engleză, forțat să iasă la pensie din cauza stării sale de sănătate înrăutățite. Filmul, la fel ca piesa de teatru care stă la origine, prezintă ultimele zile ale profesorului la școală, care este pe punctul de a accepta eșecul ca profesor, slăbiciunea în fața infidelității soției cât și realizarea că nu a fost agreat nici de elevi și nici de colegii corpului profesoral...

## Distribuție
- Michael Redgrave – Andrew Crocker-Harris
- Jean Kent – Millie, soția sa
- Nigel Patrick – Frank Hunter, profesor, amantul lui Millie
- Ronald Howard – Gilbert, succesorul lui Crocker-Harris
- Wilfrid Hyde-White – directorul colegiului
- Brian Smith – Taplow, un elev al lui Crocker-Harris
- Bill Travers – Fletcher, un alt profesor
- Judith Furse – dna. Williamson
- Peter Jones – Carstairs
- Sarah Lawson – Betty Carstairs
- Scott Harold – Reverendul Williamson
- Paul Medland – Wilson, un alt elev
- Ivan Samson – Lord Baxter, membru în consiliul colegiului
- Josephine Middleton – dna. Frobisher

## Premii și nominalizări

### Premii
- Festivalul din Berlin 1951:
  - Premiul publicului pentru Anthony Asquith
  - Ursul de bronz pentru Anthony Asquith
- Festivalul de la Cannes[1] 1951:
  - Premiul Cel mai bun actor pentru Michael Redgrave
  - Premiul Cel mai bun scenariu pentru Terence Rattigan
- Premiul Jussi 1951 (Finlanda): Diplomă de merit decernată unui actor străin (Michael Redgrave)
- Premiul Bodil 1952 pentru cel mai bun film european, pentru Anthony Asquith.

### Nominalizăi
- Festivalul de la Cannes 1951: Marele premiu al Festivalului pentru Anthony Asquith
- Premiile BAFTA 1952: Cel mai bun film britanic